# غاري مالكوفسكي
غاري مالكوفسكي (من مواليد 26 يوليو 1958) هو سياسي مقاطعي كندي سابق. مثّل يورك إيست في الجمعية التشريعية لأونتاريو من 1990 إلى 1995 ، وكعضو في حزب أونتاريو الديمقراطي الجديد (NDP). كان أول برلماني أصم في كندا، وأول برلماني أصم في العالم يخاطب هيئة تشريعية بلغة الإشارة ، خاصة لغة الإشارة الأمريكية .  كان في السابق لاعب تنس الطاولة الذي مثّل كندا في الديفلمبياد في عامي 1977 و 1985. 

## خلفية
وُلد مالكوفسكي في مدينة هاميلتون بأونتاريو ، وذهب إلى مدرسة EC Drury للصم في ميلتون ، أونتاريو . تلقى تعليمه في جامعة جالوديت في واشنطن العاصمة ، وحصل على درجة البكالوريوس في الآداب في علم النفس والعمل الاجتماعي، وشهادة ماجستير في الآداب في استشارات إعادة التأهيل.  تم ذكره في Who's Who في الجامعات والكليات الأمريكية بسبب عمله في النهوض بحقوق الطلاب. 
بعد التخرج، عمل كمستشار لإعادة التأهيل المهني ومدرب لثقافة الصم في الجمعية الكندية للسمع، وقام بتدريس دورات التعليم المستمر في السياسة والثقافة للكبار الصم في كلية جورج براون .  في عام 1989 ، حصل على جائزة العمل المجتمعي من قبل حكومة أونتاريو. في 13 مايو 2011 ، حصل على درجة الدكتوراه الفخرية في الآداب الإنسانية من جامعة جالوديت. كما ألقى خطاب التخرج في ذلك اليوم. 

## السياسة
فاز الحزب الديموقراطي الجديد بحكومة أغلبية في انتخابات مجالس المحافظات عام 1990 ، وهزم مالكوفسكي الليبرالية حينها كريستين هارت بـ 789 صوتًا في منطقة تورنتو بشرق يورك.  عندما تولت حكومة بوب راي السلطة في أعقاب الانتخابات، كان أول قانون تم إقراره هو السماح لمترجمي لغة الإشارة لمالكوفسكي بالوقوف في قاعة المجلس التشريعي. تم تعيين مالكوفسكي كمساعد برلماني لإلين زيمبا، وزيرة الجنسية في 1 أكتوبر 1990. كانت زيمبا هي الوزير المسؤول عن حقوق الإنسان والمعوقين وكبار السن والعلاقات العرقية. 
في عام 1993 ، أصبح مالكوفسكي مساعدًا برلمانيًا لوزير التعليم والتدريب.  في عام 1994 ، قدم مشروع قانون حكومة راي لذوي الإعاقة في ولاية أونتاريو، والذي يهدف إلى تحسين إمكانية الوصول إلى الخدمات للأشخاص ذوي الإعاقة.  على الرغم من أن مشروع القانون لم ينجح، إلا أنه ساعد في تشكيل الأساس لقانون إتاحة الوصول إلى سكان أونتاريو ذوي الإعاقة الذي تم إقراره في عام 2005. 
في انتخابات عام 1995 ، انخفضت مقاعد الحزب الديموقراطي الجديد الحاكم إلى 17 مقعدًا، وخسر مالكوسكي أمام المحافظ التقدمي جون باركر بواقع 3263 صوتًا. 

## بعد السياسة
وهو الآن مستشار خاص لرئيس جمعية السمع الكندية.  في هذا الدور، عارض مالكوفسكي تشريعات الإعاقة التي اقترحتها حكومة مايك هاريس في عام 1998 باعتبارها غير فعالة. 
في عام 2004 ، بدأ مالكوفسكي حملة لجعل شركات المسرح الكبرى تقوم بتثبيت خدمات التعليق التوضيحي للرعاة الصم. وقد أدى ذلك إلى تقديم شكوى بشأن حقوق الإنسان تم حلها في عام 2007 عندما وافقت شركات المسرح الكبرى آنذاك على تثبيت خدمات رعاية الصم في مسارحهم. 

## مذكرات
نشر المؤلف ريتشارد ميدوجنو سيرة حياة، السياسي الأصم: قصة غاري مالكوفسكي(بالإنجليزية: Deaf Politician: The Gary Malkowski)‏ ومسرحية ، أحلام أكبر (بالإنجليزية: Bigger Dreams)‏ ، عن مالكوفسكي.

## روابط خارجية
- السياسي الأصم - قصة غاري مالكوسكي بقلم ريتشارد ميدوجنو
- أحلام أكبر - مسرحية كاملة حول غاري مالكوفسكي لريتشارد ميدنو